# 陽岱鋼
陽 岱鋼（ヤン・ダイガン、よう だいかん、1987年1月17日 - ）は、台湾台東県台東市出身のプロ野球選手（外野手）。右投右打。オイシックス新潟アルビレックス・ベースボール・クラブ所属。
台湾の原住民であるアミ族の出身で、日本国籍を保有しない。ただし、日本国内の高等学校に3年以上在籍していたため、NPBでは日本国籍を持つ選手と同等の扱いを受けている（当該項に詳述）。
プロ入り当初は陽 仲壽（よう ちょんそ／ヤン・チョンソ）の名前でプレーしていたが、2010年から現在の名前に改名している（当該節も参照）。長兄の陽耀勲もNPBプレー歴を有す元プロ野球選手。

## 経歴

### プロ入り前
小中学校時代は遊撃手としてナショナルチームに所属し、野球留学のために福岡第一高等学校へ入学。高校時代通算39本塁打を記録した。
2005年10月3日の高校生ドラフト会議で、北海道日本ハムファイターズと福岡ソフトバンクホークスの1巡目で競合し、抽選の結果日本ハムが交渉権を得たが、同会議では一旦は「交渉権獲得球団は福岡ソフトバンク」と発表されてしまい混乱が起こった。兄の陽耀勲と同じソフトバンク入りを熱望していたが、日本ハム側の熱烈な交渉と、本人が初めて北海道を訪れてみるなどの経緯もあって、最終的に日本ハム入りを決意。台湾人史上最高位の指名（ドラフト1巡目）を受け、台湾では話題となった。入団当初の背番号は24。

### 日本ハム時代
2006年は、シーズン開幕前の3月に開催された第1回ワールド・ベースボール・クラシック(WBC)のチャイニーズタイペイ代表に選出された。シーズンでは9月27日、前の試合で正遊撃手の金子誠が故障したため初の一軍昇格。シーズン1位確定を賭けた2連戦とあって出番はなく、結局一軍出場は0試合に終わる。二軍では、新人ながら積極的に起用され、91試合出場、打率.274、チーム最多の9本塁打、5盗塁を記録した。8月にはイースタン・リーグ月間MVPを受賞している。しかし、守備面ではリーグ最多となる30失策を犯してしまい、不安が見られた。オフには、11月に開催された第16回IBAFインターコンチネンタルカップのチャイニーズタイペイ代表に選出された。同大会では全試合に出場し、打率.267、2本塁打と大活躍し銅メダルに貢献した。11月から12月にかけて開催されたドーハアジア競技大会の野球チャイニーズタイペイ代表にも選出された。同大会では優勝を果たした。
2007年は、春季キャンプは故障で出遅れるも、シーズン序盤から一軍の打線が揮わなかったため、4月19日に首脳陣から「起爆剤に」と期待され一軍昇格。55試合に出場し、打率は.239に終わったが、遊撃手（26試合）、三塁手（21試合）、代打などで起用され、一軍経験を積んだ。二軍では打率.305の好成績を残した。
2008年は、二軍で打率.342、8本塁打、7盗塁と成績を残し、最高出塁率・最高長打率のタイトルを獲得。同僚の市川卓と激しい首位打者争いを繰り広げ、イースタン・リーグ2位の打率を残した。また、シーズン終了後の12月24日には、台湾でモデルやタレントとして活動していた謝宛容と結婚している。
2009年は、6月頃に強肩を活かしたい首脳陣の意向により外野手にコンバートされた（登録は内野手のまま）。一軍昇格後、8月21日のソフトバンク戦で打順・守備ともにプロ初となる「1番・左翼手」で先発出場するも力を発揮しきれず、程なくして二軍落ち。12月に「仲壽」から「岱鋼」に改名したことが球団から発表された。
2010年は、開幕当初こそ外野の守備固めでの出場が多かったが、一塁手の髙橋信二の故障離脱に伴い、右翼手の稲葉篤紀が一塁手を務めることが増えたため、後半戦からは右翼手のレギュラーに定着。過去最高の109試合に出場した。
2011年は、初の開幕一軍および開幕戦先発出場を果たした。シーズン中は、フリーエージェント権を行使して退団した森本稀哲に替わる2番打者を主に務めた、6月下旬に田中賢介が離脱した後は、1番打者としても出場した。プロ入り初めて規定打席に到達したものの、持ち前の積極性でリーグ最多三振（中村剛也と同数）を喫し、2012年シーズンの課題となった。守備では、持ち前の俊足と強肩を生かすために、外野手（ほとんどが右翼手）での出場だった。
2012年は、中堅手で前年まで3年連続でゴールデングラブ賞を受賞していた糸井嘉男との間で、「センターの守備力は変わらない。ならば（糸井）嘉男の強肩を生かす布陣の方が良い」との首脳陣の意向で中堅手にコンバートされる。すると、この変更が吉と出て、陽の広い守備範囲が生かされ、この年自身初のゴールデングラブ賞を受賞。糸井を凌ぎパ・リーグ外野手部門1位（外野手は毎年3人が選出される）での受賞となった。打順は、前半から中盤は6番としての出場がメインとなり、前年に続いて田中賢介が怪我で離脱した9月以降はポストシーズンまで主に1番で起用された。さらに、オールスターゲームにもファン投票により初選出され、第1戦（7月20日）に「1番・中堅手」として先発出場。1回裏に史上2人目となる初打席先頭打者本塁打を打った（後述）。第3戦（7月23日）でも「1番・中堅手」として先発出場し、先制本塁打を含む3安打4打点の活躍で全パの勝利に貢献してMVPに輝いた。8月8日に帯広で行われたソフトバンク戦7回裏に実兄の陽耀勲と一軍公式戦で初対戦（結果は初球を中前安打）。この兄弟対戦は、兄が先発登板したこの年のクライマックスシリーズ・ファイナルステージ第1戦でも実現する。シーズン成績は、リーグ唯一となる全試合フルイニング出場を果たし、全て自己最高の打率.287（リーグ7位）、7本塁打、55打点の成績を残す。シーズン終了後には、年俸9200万円で契約を更改し、背番号は1に変更された。
2013年は、1月14日に第3回WBC本戦のチャイニーズタイペイ代表に選出された。同大会では、チャイニーズタイペイ代表の背番号1を背負い、自国開催で盛り上がる台湾で3月3日のオランダ戦では6回に2点本塁打を打つなど、1次ラウンドB組MVPを受賞する働きで2次ラウンド進出に貢献した。

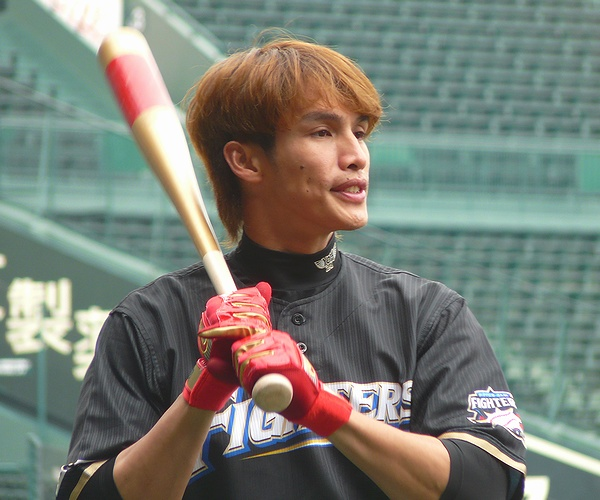
日本ハム時代
（2012年3月10日 阪神甲子園球場）

シーズンでは、6月12日の阪神戦でフルイニング出場は途絶えたものの、2年連続で全試合出場に加え、全試合先発出場も達成した。8月22日に中田翔が戦線離脱してからは3番打者として起用され、9月18日の対西武戦ではプロ初の4番打者としても出場した。その他の試合では主に1番打者を務め、本塁打は前年のほぼ倍となる18本、67打点の成績を残し、93得点で自身初となるリーグ最多得点を記録。さらに、47盗塁を記録し、自身初そして球団史上初となる盗塁王を獲得した。台湾出身選手の打撃タイトル獲得は1994年の大豊泰昭（本塁打・打点）以来19年ぶり。課題とされた三振の多さは変わらなかったが、前年の倍以上となる78四死球を選び出塁率は前年の.337から.367と大幅に改善させた。年俸は倍以上となる2年総額4億円で更改した。
オフの11月に台湾で開催された「2013 BASEBALL CHALLENGE 日本 VS チャイニーズ・タイペイ」のチャイニーズタイペイ代表に選出された。

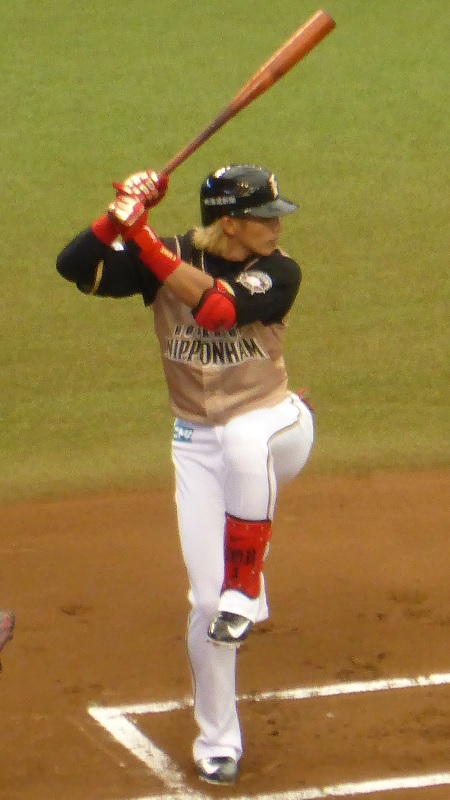
日本ハム時代
（2015年9月12日）

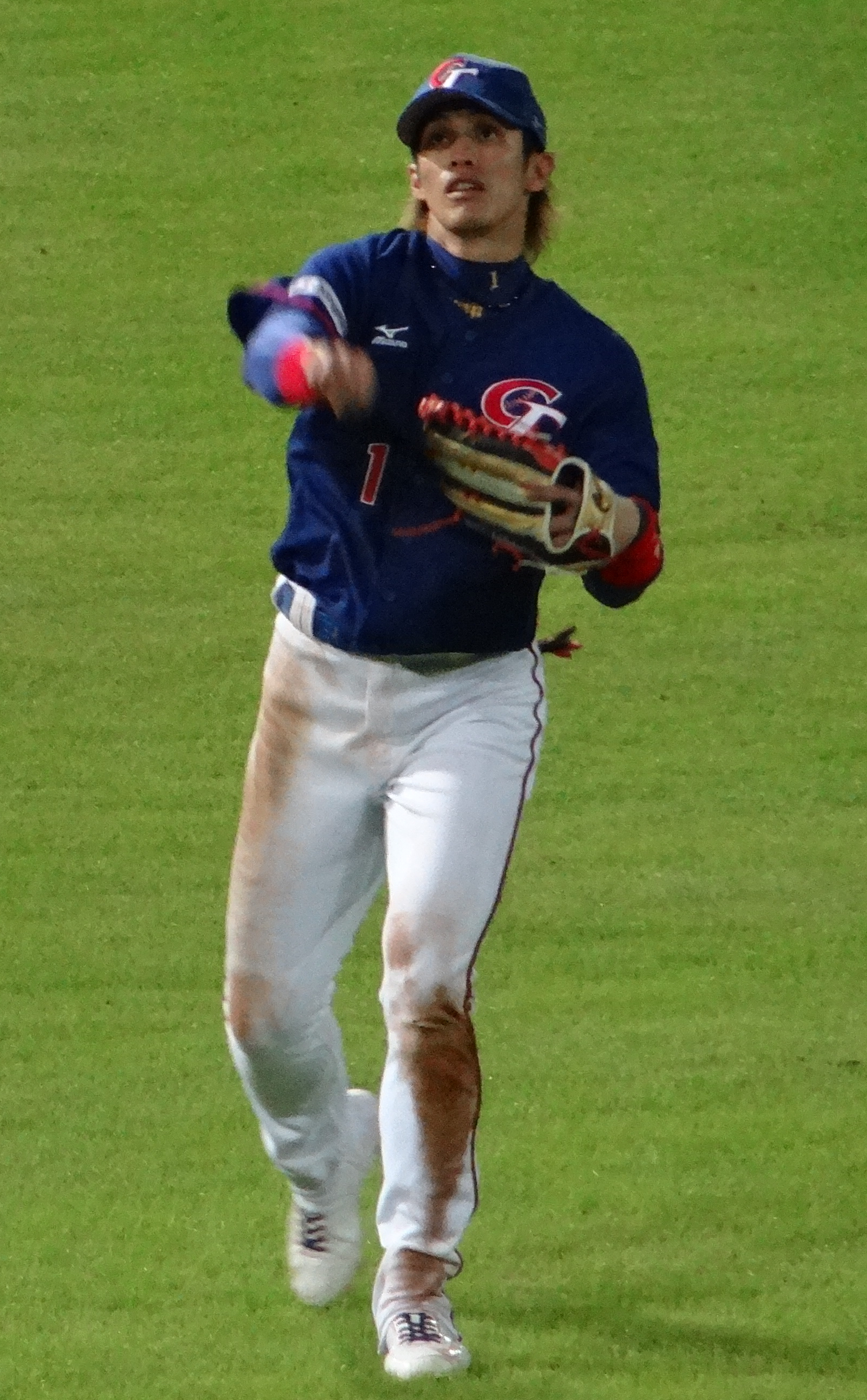
2015年、WBSCプレミア12にて

2014年は、開幕から主に1番を打ったが、6月9日の中日ドラゴンズ戦で本塁突入時に左膝を裂傷し、登録を抹消。2011年6月15日から続いていた連続試合出場は442試合でストップした。右肩痛や前述の脚の故障がありながら、7月9日に復帰。復帰後は3番に定着し68試合で打率.310・54打点を挙げるなど打撃は好調を維持。最終的には、打率.293（リーグ8位）、25本塁打（リーグ5位）、85打点（リーグ4位）という成績を残し、得点圏打率.379はリーグトップであった。また、ゴールデングラブ賞は史上1位タイとなる3年連続外野手部門1位の得票での受賞を果たした。
2015年は、開幕を3番で迎えたが、4月12日に右太ももの張りを訴えて出場選手登録を外れた。5月4日の楽天戦で、一塁にヘッドスライディングした際に左手を突いて負傷。「左手舟状骨（しゅうじょうこつ）剥離骨折」と診断され1か月半離脱した。故障が響き、86試合出場、打率.259、7本塁打、36打点、14盗塁と、低迷した。オフの9月30日に第1回WBSCプレミア12のチャイニーズタイペイ代表に選出された。
2016年は、前年の故障から復調すると、シーズンを通して一軍に帯同。前半戦では、1番打者・3番打者としてスタメンに定着するとともに、打率3割を記録した。右肋骨の亀裂骨折が判明した8月中旬以降は、下位打線に回り、スタメンを外れ途中出場する試合が続くようになる。打撃の調子も徐々に下降線をたどるようになったが、中堅の守備では、骨折箇所の痛みに耐えながら要所で好プレーを披露した。9月21日には、ソフトバンクとの首位攻防戦（福岡ヤフオクドーム）7回表に代打へ起用されると、7回裏から中堅手として引き続き出場。1点リードで迎えた9回裏二死二・三塁で江川智晃が打った大飛球をフェンス際で好捕するなど、2度にわたるビッグプレーでサヨナラ負けのピンチを救うとともに、チームを4年ぶりのリーグ優勝を大きく手繰り寄せた。レギュラーシーズンの一軍公式戦全体では、大台の3割には届かなかったものの、自己最高に並ぶリーグ8位の打率.293を記録。本塁打も2年ぶりの2桁本塁打となる14本、61打点を記録。一方で、盗塁はレギュラー定着後最少の5個に終わった。中堅の守備では、2年ぶり4度目のゴールデングラブ賞を獲得する一方で、UZRが-10.0にとどまるなど守備力に評価が分かれた。ポストシーズンでは、ソフトバンクとのクライマックスシリーズ ファイナルステージから不振。ステージ突破を経て臨んだ広島東洋カープとの日本シリーズでは、10月26日の第3戦（札幌ドーム）以降スタメンを外れて、代打・守備要員に回った。この年のシーズン中に国内フリーエージェント（FA）権を取得。日本ハム球団は、水面下で陽との残留交渉を進めたが、年俸や若手選手主体のチーム構想などをめぐって陽と折り合いが付かなかった。陽自身は、日本シリーズ終了後の11月7日に国内FA権の行使を表明。この表明によって、日本ハムからの退団が事実上決まった。11月10日付で、NPBから国内FA宣言選手として公示。オリックス、楽天、読売ジャイアンツ（巨人）の3球団が獲得に乗り出した。

### 巨人時代

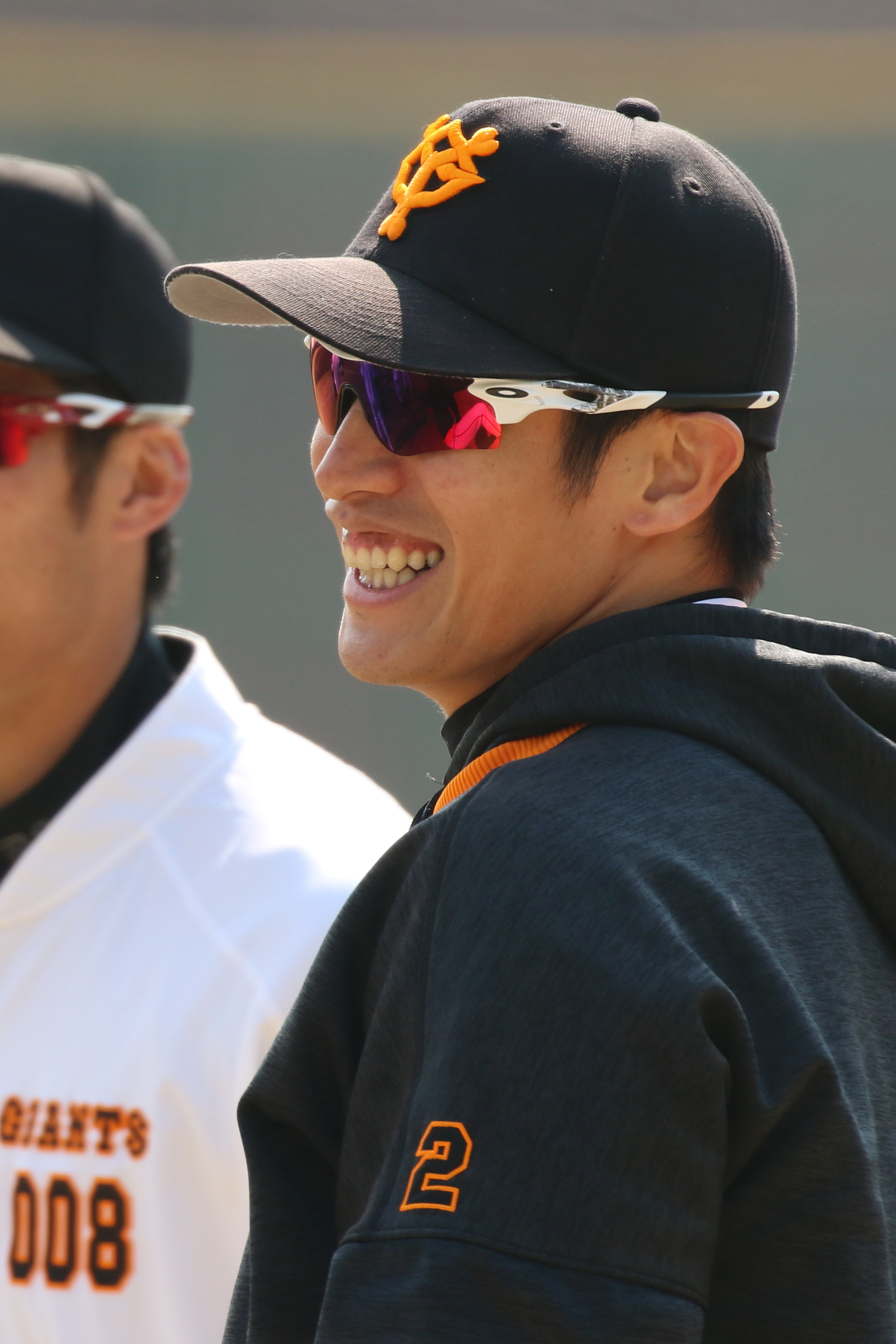
巨人時代
（2017年4月5日）

2016年12月14日に読売ジャイアンツへの入団で合意に達したことを正式に発表した。背番号は2（巨人では背番号1は王貞治の永久欠番）。契約期間は5年で、期間中の年俸総額は推定15億円。12月19日に開かれた入団記者会見には、日本国内の報道陣に加えて、陽の故郷である台湾のメディア7社から12名の報道関係者が出席した。そのため、台湾語を話せる通訳が会見に同席したほか、会見の生中継動画が球団公式のFacebook公式アカウントなどを通じて世界中に配信された。10年間で打率3割を超えたことのない陽に対してこの巨額の年俸総額は、台湾でのビジネス（台湾マネー）の収益性を加味したものと週刊ポスト2017年1月13・20日号で報じられている。
2017年の第4回WBCのチャイニーズタイペイ代表には移籍1年目でシーズンに集中したいという理由で辞退した。レギュラーシーズンでは下半身のコンディション不良で開幕一軍に間に合わなかった。6月6日の西武戦から一軍昇格し、8月は1番打者として好調で打線を引っ張る働きを見せたが、9月になると不振に陥り打率を下げていき、結果としてこのシーズンは87試合出場、打率.264、本塁打も9本にとどまった。オフの10月11日に第1回アジア プロ野球チャンピオンシップのチャイニーズタイペイ代表に選出された。
2018年は開幕から「1番・中堅手」として出場していたが、4月3日の中日戦（ナゴヤドーム）の1打席目に左手に死球を受け、左手甲の骨折と診断された。この怪我により2か月以上を棒に振り、復帰したあともレギュラー定着とはいかず、87試合出場で打率.245、10本塁打、37打点と前年同様不振に終わった。それでも原辰徳からの信頼は厚く、原の監督就任会見では長野久義、坂本勇人とともに「中心、模範になってほしい」と名前を挙げられた。陽本人は「今年はこんな数字で終わってしまった。頑張るしかないです」と振り返った。9月17日の中日戦（東京ドーム）では通算100号本塁打を打ち、「自分はホームランバッターじゃないので、100本塁打は褒めてあげたい」とコメントした。
2019年は丸佳浩の加入や亀井善行の好調ぶりもあり、先発出場は左投手の時に限られ、丸加入の影響での慣れ親しんだ中堅手ではなく右翼手で出場する機会も増えた。代打の切り札である阿部慎之助と共に右の代打として、代打打率.394を記録した。7月に腰の張りで一時登録を外れた以外は一軍に帯同したため移籍3年目で出場試合は初めて100を超えたが、本塁打・打点は移籍後最少にとどまった。第2回WBSCプレミア12には選出されなかった。
2020年は自身初めて一塁手に挑戦するなど、起用の幅を拡げてレギュラー奪還を目指したが、不振で約3か月間の二軍調整を余儀なくされるなど出場機会は限られ、38試合出場、77打席はいずれも一軍デビュー以降2番目に少ない数字となった。
2021年は7試合の出場で打率.143、0本塁打、0打点に留まった。二軍でも56試合出場で打率.238、6本塁打、22打点にとどまった。11月25日、自由契約となった。当初陽は翌年以降も巨人に残留してプレーすることに意欲を示していたうえに球団も翌年の契約を結ぶ方針を示していたが、陽は考えた末に退団することを決断した。

### 北米独立リーグ時代
2022年2月23日に独立リーグであるアメリカン・アソシエーションのレイクカントリー・ドックハウンズに加入した。シーズン79試合に出場して、打率.260、9本塁打、35打点という成績を残した。シーズン終了後はオーストラリアのウィンターリーグであるオーストラリアン・ベースボールリーグ（ABL）のブリスベン・バンディッツでプレーした。
2023年3月7日にアトランティックリーグのハイポイント・ロッカーズに入団することが発表された。開幕から調子が上がらず、打率は.174まで落ち込んだ。5月27日に負傷者リスト入りしていたが、6月16日に復帰。復帰以降は打撃好調で、最終的に97試合の出場で打率.271、10本塁打、58打点、OPS.793を記録。

### オイシックス時代
2024年2月4日、同年からイースタン・リーグに参加するオイシックス新潟アルビレックス・ベースボール・クラブに入団することが発表された。コーチ兼任の打診は断り、選手専任となった。背番号は1。同年は72試合に出場し、打率.232、1本塁打、13打点を記録した。
2024年シーズン終了後に「（トライアウトが）今年最後って聞いていたので、1回経験してみたいなと思って」として、オイシックス在籍のまま12球団合同トライアウトを受験した。

## 選手としての特徴

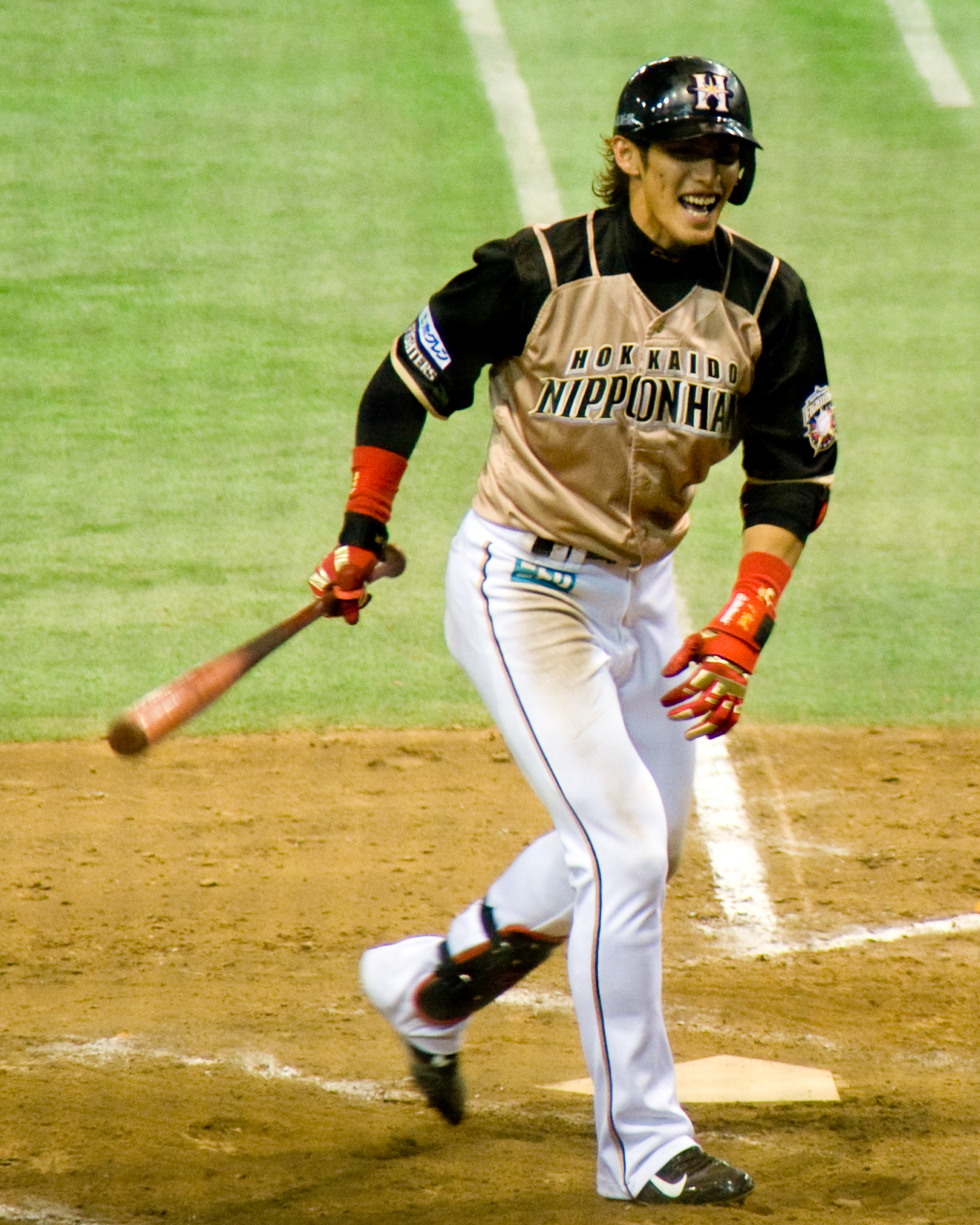
日本ハム時代
（2013年7月1日 東京ドーム）

### 打撃
日本ハム時代の2013年は中堅方向への本塁打が多かったが、陽自身は逆方向を意識している旨を述べている。
三振が多く、2011年のレギュラー定着以後、規定打席に到達したシーズンは、三振が全て100を超え、BB/Kのキャリアハイは2013年の「0.49」となっている（2018年シーズン終了時点）。また、日本ハム時代は「規定打席に到達した上での打率3割」に到達した経験がなかったため、巨人移籍直後の自主トレ（2017年1月）の際には、自身の課題として「3割を打たないといけない。打ったことがないので、打者として早く壁をクリアしたい」という趣旨のコメントを残している。

### 守備
日本ハム時代の2013年に400イニング以上出場した中堅手としてリーグトップのUZR13.3を記録。
日本ハムで一軍のレギュラー外野手に定着した時期には、一軍監督の栗山英樹から、守備力に全幅の信頼と期待を寄せられていた。栗山によれば、「岱鋼の守備力はセンターとしては、今、日本で一番でしょう。守備範囲が広いことに加え、打球への飛び出しが素晴らしく速い。（糸井）嘉男も速いけど、岱鋼の方が、もう半歩、反応が速いような気がします」という。
遠投110メートル、50メートル走5秒9。

## 人物

### 人物像
ヒーローインタビューなどにてファンへ向けて発する「サンキューで〜す！」を決め台詞としている（お笑いタレント・藤森慎吾風の口調で）。
松井稼頭央とは年に1度は食事する仲。日本ハム時代の2015年1月には、ロサンゼルスで合同自主トレーニングに臨んだ。
日本ハム時代の2011年に打席への登場曲に起用し始めたリンキン・パーク『Numb』は、日本ハムで自身の前に背番号1を付けていたSHINJO（新庄剛志）の在籍時の登場曲でもある。日本ハム時代の2012年6月16・17日に行われた「選手プロデュースデー」の試合では、両日限定で各選手それぞれ公募によって選ばれた登場曲が流され、陽の曲として新庄が日本ハム時代の3年間起用して定番だったドクター・ドレー『The Next Episode』がファンにより選出される。また同曲を2016年のクライマックスシリーズでは正式な登場曲として起用している。
理容組合北海道日本ハムファイターズ後援会が球団とコラボレーションして、毎年の最新ヘアデザインのモデルを若手選手の中よりファン投票で選出している企画「ファイターズスタイル」の2007年度・初代モデルに選ばれた。
母国、台湾での人気は非常に高く、「国民的ヒーロー」とされる。関心・注目度が高く、日本の報道はほぼ全て中国語に翻訳され、伝えられている。また、日本ハム時代の同僚である大谷翔平が2021年シーズンのMLBで台湾出身の張育成と一塁上で「陽岱鋼は知っていますか？」と笑顔で談笑していたことが報じられている。

### 登録名の読み方・家族
「陽」という姓の読み方は台湾では「ヤン (YANG) 」であるが、登録名では日本風の読みの「よう (YOH) 」でプロ入り前に既に呼ばれ慣れていることを理由に、姓のみが日本風の「よう ちょんそ（陽 仲壽、本来は『ヤン・チョンソ』）」、改名後は姓名共に日本風の「よう だいかん（陽 岱鋼、本来は『ヤン・ダイガン』）」としている。
長兄の陽耀勳、次兄の陽品華（改名前は「陽耀華」〈読み方：よう ようか〉、元長崎セインツ・愛媛マンダリンパイレーツ内野手）、叔父の陽介仁、従弟の張奕もプロ野球入りしており、介仁を除く3人には日本の球団への在籍経験がある。日本球界では、耀勳が台湾風、耀華（改名前に在籍）と張奕が日本風の読み方で、本名を登録名に使用。耀勳がソフトバンクに在籍していた時期には、パ・リーグの一軍公式戦や2012年のクライマックスシリーズで、岱鋼と対戦したこともある。さらに、バスケットボール女子チャイニーズタイペイ代表選手の陽詩慧は実妹に当たる。なお、いとこ以上の遠戚には台湾球界でプロ入りした陽森や陽建福などもいる。
2017年シーズンオフに兄の陽耀勲と金銭問題のトラブルを起こし、絶縁したと報道された。

## 詳細情報

### 年度別打撃成績
| 年 度      | 球 団      | 試 合 | 打 席 | 打 数 | 得 点 | 安 打 | 二 塁 打 | 三 塁 打 | 本 塁 打 | 塁 打 | 打 点 | 盗 塁 | 盗 塁 死 | 犠 打 | 犠 飛 | 四 球 | 敬 遠 | 死 球 | 三 振 | 併 殺 打 | 打 率 | 出 塁 率 | 長 打 率 | O P S |
| ---------- | ---------- | ----- | ----- | ----- | ----- | ----- | -------- | -------- | -------- | ----- | ----- | ----- | -------- | ----- | ----- | ----- | ----- | ----- | ----- | -------- | ----- | -------- | -------- | ----- |
| 2007       | 日本ハム   | 55    | 116   | 109   | 12    | 26    | 8        | 2        | 0        | 38    | 10    | 3     | 2        | 4     | 0     | 2     | 0     | 1     | 30    | 0        | .239  | .259     | .349     | .608  |
| 2008       | 日本ハム   | 44    | 123   | 111   | 7     | 16    | 0        | 1        | 2        | 24    | 4     | 1     | 0        | 4     | 1     | 6     | 0     | 1     | 31    | 3        | .144  | .193     | .216     | .409  |
| 2009       | 日本ハム   | 15    | 13    | 11    | 2     | 2     | 0        | 0        | 0        | 2     | 0     | 0     | 0        | 1     | 0     | 1     | 0     | 0     | 3     | 0        | .182  | .250     | .182     | .432  |
| 2010       | 日本ハム   | 109   | 281   | 253   | 35    | 62    | 12       | 3        | 2        | 86    | 31    | 8     | 1        | 10    | 2     | 12    | 0     | 4     | 70    | 4        | .245  | .288     | .340     | .628  |
| 2011       | 日本ハム   | 141   | 603   | 537   | 66    | 147   | 23       | 4        | 6        | 196   | 36    | 19    | 2        | 38    | 1     | 22    | 0     | 5     | 134   | 5        | .274  | .308     | .365     | .673  |
| 2012       | 日本ハム   | 144   | 599   | 533   | 71    | 153   | 28       | 5        | 7        | 212   | 55    | 17    | 6        | 18    | 5     | 37    | 1     | 6     | 123   | 10       | .287  | .337     | .398     | .735  |
| 2013       | 日本ハム   | 144   | 658   | 574   | 93    | 162   | 27       | 2        | 18       | 247   | 67    | 47    | 10       | 4     | 2     | 69    | 2     | 9     | 142   | 9        | .282  | .367     | .430     | .797  |
| 2014       | 日本ハム   | 125   | 540   | 471   | 77    | 138   | 18       | 1        | 25       | 233   | 85    | 20    | 6        | 9     | 3     | 45    | 0     | 12    | 108   | 10       | .293  | .367     | .495     | .862  |
| 2015       | 日本ハム   | 86    | 381   | 352   | 47    | 91    | 10       | 2        | 7        | 126   | 36    | 14    | 2        | 2     | 2     | 21    | 1     | 4     | 93    | 4        | .259  | .306     | .358     | .664  |
| 2016       | 日本ハム   | 130   | 555   | 495   | 66    | 145   | 24       | 1        | 14       | 213   | 61    | 5     | 6        | 7     | 1     | 42    | 1     | 10    | 121   | 10       | .293  | .359     | .430     | .790  |
| 2017       | 巨人       | 87    | 381   | 330   | 46    | 87    | 18       | 1        | 9        | 134   | 33    | 4     | 2        | 2     | 1     | 41    | 0     | 7     | 80    | 6        | .264  | .356     | .406     | .762  |
| 2018       | 巨人       | 87    | 276   | 253   | 24    | 62    | 12       | 2        | 10       | 108   | 37    | 2     | 2        | 3     | 1     | 17    | 1     | 2     | 72    | 7        | .245  | .297     | .427     | .724  |
| 2019       | 巨人       | 110   | 231   | 208   | 28    | 57    | 8        | 1        | 4        | 79    | 21    | 0     | 1        | 0     | 0     | 22    | 0     | 1     | 66    | 9        | .274  | .346     | .380     | .726  |
| 2020       | 巨人       | 38    | 77    | 63    | 12    | 15    | 1        | 0        | 1        | 19    | 6     | 1     | 0        | 0     | 2     | 9     | 1     | 3     | 21    | 1        | .238  | .351     | .302     | .652  |
| 2021       | 巨人       | 7     | 7     | 7     | 1     | 1     | 0        | 0        | 0        | 1     | 0     | 0     | 0        | 0     | 0     | 0     | 0     | 0     | 2     | 0        | .143  | .143     | .143     | .286  |
| 通算：15年 | 通算：15年 | 1322  | 4841  | 4307  | 587   | 1164  | 189      | 25       | 105      | 1718  | 482   | 141   | 40       | 102   | 21    | 346   | 7     | 65    | 1096  | 78       | .270  | .332     | .399     | .731  |

- 2021年度シーズン終了時[56]
- 各年度の太字はリーグ最高

### 年度別守備成績
| 年 度 | 球 団    | 一塁  | 一塁  | 一塁  | 一塁  | 一塁  | 一塁     | 三塁  | 三塁  | 三塁  | 三塁  | 三塁  | 三塁     | 遊撃  | 遊撃  | 遊撃  | 遊撃  | 遊撃  | 遊撃     | 外野  | 外野  | 外野  | 外野  | 外野  | 外野     |
| 年 度 | 球 団    | 試 合 | 刺 殺 | 補 殺 | 失 策 | 併 殺 | 守 備 率 | 試 合 | 刺 殺 | 補 殺 | 失 策 | 併 殺 | 守 備 率 | 試 合 | 刺 殺 | 補 殺 | 失 策 | 併 殺 | 守 備 率 | 試 合 | 刺 殺 | 補 殺 | 失 策 | 併 殺 | 守 備 率 |
| ----- | -------- | ----- | ----- | ----- | ----- | ----- | -------- | ----- | ----- | ----- | ----- | ----- | -------- | ----- | ----- | ----- | ----- | ----- | -------- | ----- | ----- | ----- | ----- | ----- | -------- |
| 2007  | 日本ハム | -     | -     | -     | -     | -     | -        | 26    | 8     | 51    | 3     | 4     | .952     | 21    | 19    | 28    | 3     | 4     | .940     | -     | -     | -     | -     | -     | -        |
| 2008  | 日本ハム | -     | -     | -     | -     | -     | -        | 17    | 11    | 27    | 3     | 3     | .927     | 25    | 24    | 47    | 6     | 11    | .922     | -     | -     | -     | -     | -     | -        |
| 2009  | 日本ハム | -     | -     | -     | -     | -     | -        | -     | -     | -     | -     | -     | -        | -     | -     | -     | -     | -     | -        | 10    | 3     | 0     | 2     | 0     | .600     |
| 2010  | 日本ハム | -     | -     | -     | -     | -     | -        | -     | -     | -     | -     | -     | -        | 3     | 0     | 1     | 0     | 0     | 1.000    | 96    | 127   | 3     | 1     | 0     | .992     |
| 2011  | 日本ハム | -     | -     | -     | -     | -     | -        | -     | -     | -     | -     | -     | -        | -     | -     | -     | -     | -     | -        | 139   | 252   | 7     | 0     | 3     | 1.000    |
| 2012  | 日本ハム | -     | -     | -     | -     | -     | -        | -     | -     | -     | -     | -     | -        | -     | -     | -     | -     | -     | -        | 144   | 322   | 4     | 3     | 1     | .991     |
| 2013  | 日本ハム | -     | -     | -     | -     | -     | -        | -     | -     | -     | -     | -     | -        | -     | -     | -     | -     | -     | -        | 144   | 326   | 5     | 2     | 1     | .994     |
| 2014  | 日本ハム | -     | -     | -     | -     | -     | -        | -     | -     | -     | -     | -     | -        | -     | -     | -     | -     | -     | -        | 119   | 266   | 5     | 1     | 1     | .996     |
| 2015  | 日本ハム | -     | -     | -     | -     | -     | -        | -     | -     | -     | -     | -     | -        | -     | -     | -     | -     | -     | -        | 84    | 165   | 1     | 2     | 1     | .988     |
| 2016  | 日本ハム | -     | -     | -     | -     | -     | -        | -     | -     | -     | -     | -     | -        | -     | -     | -     | -     | -     | -        | 117   | 214   | 5     | 2     | 2     | .991     |
| 2017  | 巨人     | -     | -     | -     | -     | -     | -        | -     | -     | -     | -     | -     | -        | -     | -     | -     | -     | -     | -        | 87    | 168   | 0     | 2     | 0     | .988     |
| 2018  | 巨人     | -     | -     | -     | -     | -     | -        | -     | -     | -     | -     | -     | -        | -     | -     | -     | -     | -     | -        | 73    | 119   | 3     | 0     | 0     | 1.000    |
| 2019  | 巨人     | -     | -     | -     | -     | -     | -        | -     | -     | -     | -     | -     | -        | -     | -     | -     | -     | -     | -        | 93    | 99    | 3     | 0     | 1     | 1.000    |
| 2020  | 巨人     | 11    | 41    | 3     | 0     | 4     | 1.000    | -     | -     | -     | -     | -     | -        | -     | -     | -     | -     | -     | -        | 31    | 20    | 1     | 0     | 0     | 1.000    |
| 2021  | 巨人     | -     | -     | -     | -     | -     | -        | -     | -     | -     | -     | -     | -        | -     | -     | -     | -     | -     | -        | 3     | 4     | 0     | 0     | 0     | 1.000    |
| 通算  | 通算     | 11    | 41    | 3     | 0     | 4     | 1.000    | 43    | 19    | 78    | 6     | 7     | .942     | 49    | 43    | 76    | 9     | 15    | .930     | 1140  | 2085  | 37    | 15    | 10    | .993     |

- 2021年度シーズン終了時[57]
- 各年度の太字はリーグ最高
- 太字年はゴールデングラブ賞受賞

### タイトル
- 盗塁王：1回（2013年）

### 表彰
NPB
- ゴールデングラブ賞：4回（外野手部門：2012年 - 2014年、2016年）
- 「ジョージア魂」賞：1回（2014年度第10回）
- 札幌ドームMVP：2回（野球部門：2013年、2014年）
- オールスターゲームMVP：1回（2012年第3戦）
- オールスターゲーム敢闘選手賞：3回（2012年第1戦、2014年第1戦、2014年第2戦）
- オールスターゲームBe a driver.賞：1回（2014年）
- ホームランダービー優勝：1回（2014年第2戦）

台湾（チャイニーズタイペイ）代表
- WBC台中ラウンドMVP（2013年）

### 記録
初記録
- 初出場・初先発出場：2007年4月20日、対福岡ソフトバンクホークス3回戦（東京ドーム）、「7番・三塁手」で先発出場
- 初打席：同上、2回裏に神内靖の前に空振り三振
- 初安打：2007年4月25日、対千葉ロッテマリーンズ4回戦（札幌ドーム）、3回裏に久保康友から右翼線二塁打
- 初打点：2007年4月29日、対東北楽天ゴールデンイーグルス8回戦（フルキャストスタジアム宮城）、2回表に青山浩二から左前適時打
- 初盗塁：同上、2回表（投手：青山浩二、捕手：嶋基宏）
- 初本塁打：2008年4月29日、対千葉ロッテマリーンズ7回戦（千葉マリンスタジアム）、7回表に成瀬善久から左越ソロ

節目の記録
- 1000試合出場：2017年6月13日、対福岡ソフトバンクホークス1回戦（東京ドーム）、「1番・中堅手」で先発出場 ※史上484人目
- 1000安打：2017年8月16日、対東京ヤクルトスワローズ17回戦（明治神宮野球場）、3回表に原樹理から左翼線適時打 ※史上288人目[58]
- 100本塁打：2018年9月17日、対中日ドラゴンズ25回戦（東京ドーム）、8回裏に祖父江大輔から中越ソロ ※史上288人目

その他の記録
- 4試合連続猛打賞：2013年6月29日 - 7月3日 ※日本ハム球団タイ記録
- 3年連続ゴールデングラブ賞外野手部門・得票数1位での受賞 ※史上3人目
- 2試合連続初回先頭打者本塁打：2017年8月3日・4日 ※巨人球団史上5人目（6回目）[59][注 6]

オールスターゲーム
- オールスターゲーム出場：3回（2012年、2013年、2014年）
- 初打席初回先頭打者本塁打：2012年第1戦（7月20日、京セラドーム大阪）、1回裏に杉内俊哉から右中間越ソロ ※史上2人目[注 7]

### 背番号
- 24（2006年 - 2012年）
  - 15（2006年WBC）
- 1（2013年 - 2016年、2022年 - ）
- 2（2017年 - 2021年）

### 登録名
- 陽 仲壽（よう ちょんそ、2006年 - 2009年）
- 陽 岱鋼（よう だいかん、2010年 - ）

### 登場曲
- 「Wannabe」Spice Girls（2006年 - 2010年）
- 「Numb / Encore」Linkin Park & Jay Z（2011年 - 2018年途中、2019年 - 2021年） ※#人物を参照
- 「イッツ・マイ・ライフ」Bon Jovi（2011年、2014年）
- 「好きですサッポロ」森雄二とサザンクロス（2011年途中 - 閉幕）
- 「GO AWAY」2NE1（2012年以前 - 2013年）
- 「ハレルヤ」BIGBANG（2012年、2014年） ※2014年はLive ver.
- 「The Next Episode feat. Snoop Dogg」Dr. Dre（2012年6月16・17日、2016年） ※#人物を参照
- 「ピタカゲ (CROOKED) -JPN-」G-DRAGON (from BIGBANG)（2014年）
- 「For the future」平井大（2013年 - 2014年）
- 「Scream（英語版）」Usher（2013年 - 2014年）
- 「恋のラブ♥サンシャイン」ウェザーガールズ（2013年6月25日）
- 「Just A Dream」Nelly（2014年 - 2015年）
- 「Fighter」A.F.R.O（2014年4月 - 同年終了） ※歌詞に名前が入ったオリジナル曲
- 「Slow & Easy」平井大（2015年 - 2019年途中）
- 「Try Everything」Shakira（2016年）
- 「BIRDMAN」FIRE BALL（2016年）
- 「Life is Beautiful」平井大（2016年）
- 「愛燦燦」美空ひばり（2017年9月9日） ※1打席目
- 「津軽海峡冬景色」石川さゆり（2017年9月10日） ※1・2打席目
- 「Despacito ft. Justin Bieber」Luis Fonsi, Daddy Yankee（2018年 - 2019年途中）
- 「Stay The Night」James Blunt（2018年途中）
- 「Princess 2.0」蕭敬騰 (Jam Hsiao)（2018年途中 - 2019年途中）
- 「Shake Ya Tailfeather」Nelly, P. Diddy & Murphy Lee（2019年途中 - 2021年）
- 「September」Earth, Wind＆Fire（2019年9月27日）
- 「Dilemma ft. Kelly Rowland」Nelly（2020年途中 - 2021年）

### 代表歴
- 2006 ワールド・ベースボール・クラシック・チャイニーズタイペイ代表
- 2006 IBAFインターコンチネンタルカップ チャイニーズタイペイ代表
- 2006年アジア競技大会野球チャイニーズタイペイ代表
- 2013 ワールド・ベースボール・クラシック・チャイニーズタイペイ代表
- 2015 WBSCプレミア12 チャイニーズタイペイ代表
- 2017 アジア プロ野球チャンピオンシップ チャイニーズタイペイ代表

## 関連情報

### 出演

#### CM
日本
- YOSHIMI 「札幌スープカリーせんべいカリカリまだある?」（2015年 - 2016年）

台湾
- 黒松 「黒松沙士」（2013年）[62]
- ニトリ（2015年 - 2018年）
- 三菱自動車工業（2017年）
- 動物愛護協会（2018年）[63]
- 富士通將軍（富士通ゼネラル）（2016年12月 - ）[64]

#### PV
- A.F.R.O 『冬の贈り物』（2013年）[2]